# Herba felera
L'herba felera o artètica (Ajuga chamaepitys) és una espècie de planta dins la família de les lamiàcies. La seva distribució és del centre al sud d'Europa, Àsia occidental i nord d'Àfrica. També és autòctona als Països Catalans, però a les Balears només es troba a Mallorca. És una planta medicinal amb característiques similars a les d'Ajuga reptans.
Addicionalment, pot rebre els noms d'herba artètica, herba de cirera, herba de la inflamació, herba de retorçó, herba del torçó, herba flatera, herba iva, herbeta amarga, iva, iva artètica, peixera, retorçó i torçó. També s'ha recollit la variant lingüística herba de rabato.

## Descripció
A. chamaepitys és una planta herbàcia anual o perennant de 5 a 20 cm d'alt. Les fulles, d'1,5 a 4 cm, són tripartides amb segments linears, de vegades també tripartits. Flors amb calze de 4 a 6 mm i la corol·la és groga amb taques vermelloses.
Floreix d'abril a octubre.

## Hàbitat
Camps argilosos, pradells terofítics. Regió mediterrània i muntanya mitjana des del nivell del mar als 1.500 m d'altitud.